# Rolf Lamprecht
Rolf Lamprecht (* 12. Oktober 1930 in Berlin; † 24. März 2022 in Bühl) war ein deutscher Journalist und Buchautor.

## Biographie
Lamprecht studierte von 1949 bis 1953 an der Deutschen Hochschule für Politik in Berlin  mit Schwerpunkt Verfassungspolitik und Verfassungsrecht. Von 1953 bis 1960 war er Justizreporter beim Tagesspiegel in Berlin, 1961 Ressortleiter „Rechtspolitik“ bei der Berliner Morgenpost, anschließend Redaktionsdirektor bei der DM in Stuttgart. Von 1968 bis 1998 arbeitete er als Spiegel-Korrespondent bei den Obersten Gerichtshöfen des Bundes in Karlsruhe. Er war Mitbegründer und Vorsitzender der Justizpressekonferenz Karlsruhe und später deren Ehrenvorsitzender.
Er berichtete über alle großen Prozesse der Bundesgerichte in Karlsruhe und führte Spiegel-Gespräche mit den Generalbundesanwälten und Gerichtspräsidenten, die zwischen 1968 und 1998 amtierten. Zugleich schrieb er Kommentare und Abhandlungen für die Neue Juristische Wochenschrift, die Zeitschrift für Rechtspolitik und die Deutsche Richterzeitung.
Lamprecht promovierte 1992 an der Philosophischen Fakultät der Universität Hamburg über das Thema „Abweichende Meinungen und ihre Bedeutung für die Rechtskultur“. Er wurde im März 1999 mit dem Bundesverdienstkreuz 1. Klasse ausgezeichnet.
Als Lamprecht 2011 sein Buch Ich gehe bis nach Karlsruhe präsentierte, hielt Andreas Voßkuhle die Laudatio.
Lamprecht war verheiratet und wohnte in Neusatz. Er starb am 24. März 2022 im Alter von 91 Jahren.

## Publikationen (Auswahl)
- Evas Töchter werden mündig: Die Rolle der Frau in der Gesellschaft. Deutsche Verlags-Anstalt, Stuttgart 1972, ISBN 3-421-01582-1.
- 100 mal Bürgerrecht (= Klipp und klar; 11). Bibliographisches Institut, Mannheim 1979, ISBN 3-411-01715-5.
- mit Wolfgang Malanowski: Richter machen Politik: Auftrag und Anspruch des Bundesverfassungsgerichts (= Fischer-Taschenbücher; 4211). Fischer-Taschenbuch-Verlag, Frankfurt a. M. 1979, ISBN 3-596-24211-8.
- Kampf ums Kind: wie Richter und Gutachter das Sorgerecht anwenden (= Spiegel-Buch; 19). Rowohlt, Reinbek bei Hamburg 1982, ISBN 3-499-33019-9.
- Die Ehe des Richters Steuben: Anatomie einer Scheidung. Rasch und Röhring, Hamburg 1990, ISBN 3-89136-371-0.
- Richter contra Richter – abweichende Meinungen und ihre Bedeutung für die Rechtskultur. Nomos, Baden-Baden 1992, ISBN 978-3-7890-2599-0.
  - Zugleich Dissertation Universität Hamburg u. d. T.: Abweichende Meinungen und ihre Bedeutung für die Rechtskultur.
- Vom Mythos der Unabhängigkeit: Über das Dasein und Sosein der Richter. Nomos, Baden-Baden 1995, ISBN 3-7890-3933-0.
- Zur Demontage des Bundesverfassungsgerichts: Beweissicherung und Bestandsaufnahme. Nomos, Baden-Baden 1996, ISBN 3-7890-4448-2.
- Vom Untertan zum Bürger: Die Erfolgsgeschichte der Grundrechte. Nomos, Baden-Baden 1999, ISBN 3-7890-5868-8.
- Die Lebenslüge der Juristen: Warum Recht nicht gerecht ist. Deutsche Verlags-Anstalt, München u. a. / Spiegel-Verlag, Hamburg, 2008, ISBN 3-421-04344-2.
- Ich gehe bis nach Karlsruhe: Eine Geschichte des Bundesverfassungsgerichts. DVA, München / Spiegel-Verlag, Hamburg, 2011, ISBN 978-3-421-04515-7.
  - Das Bundesverfassungsgericht: Geschichte und Entwicklung (= Bundeszentrale für politische Bildung: Schriftenreihe; 1155). BpB, Bonn, 2011, ISBN 978-3-8389-0155-8.
- Die Braunhemden auf der Rosenburg. In: Neue Juristische Wochenschrift. 2016/12, S. 3082–3086.
- Richter machen Politik – Aber das wollen sie nicht wahrhaben. In: Neue Juristische Wochenschrift. 2016, S. 3495–3498.
- „Ehrenkodex“ für die obersten Richter der Republik: Warum sie um ihren guten Ruf besorgt sein müssen. (pdf; 742 kB) In: Neue Juristische Wochenschrift. 2017, S. 1156–1160.